# Az Arab Liga zászlaja
Az Arab Államok Ligájának zászlaját 1945-ben, a szervezet megalakulásának évében adoptálták. A zöld szín és a félhold az iszlámra utal. Az embléma közepén a szervezet neve olvasható. A lánc az egység szimbóluma, a babérkoszorú pedig a békéé és a méltóságé.
Az Arab Liga fő célja, hogy megvédje huszonkét tagországának függetlenségét és szuverenitását, illetve hogy képviselje az érdekeiket.